# Simba's

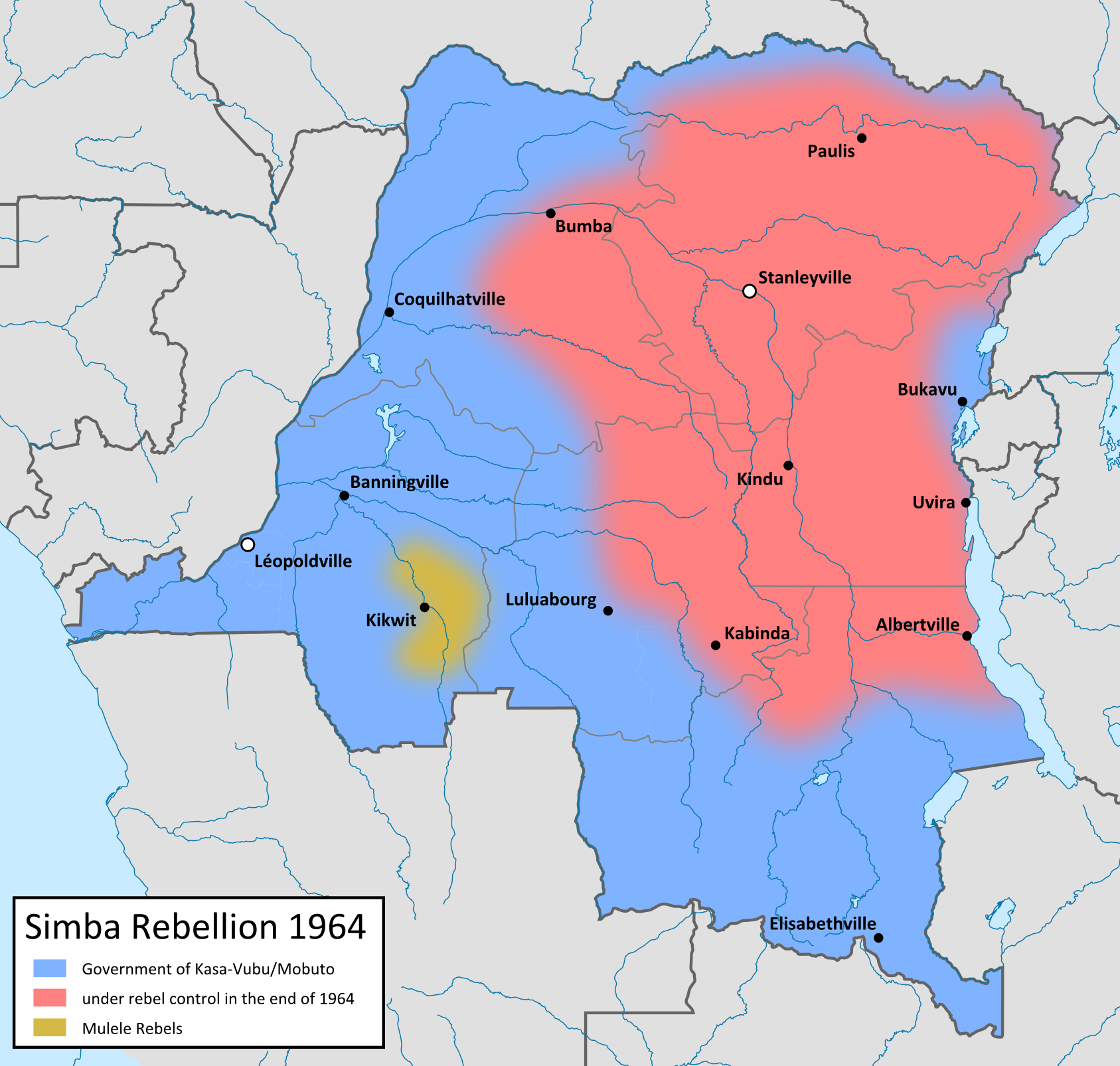
Map met Simba-opstand (rood) en Kwilu-opstand (geel)

De Simba's (Swahili voor 'leeuwen') waren Congolese opstandelingen die in 1964 grote delen van Oost-Congo veroverden. De antiwesterse motieven van de Simba's waren gevoed door anti-postkoloniaal denken. De moorden op Lumumba, Dag Hammarskjöld en het belang van de Congo tijdens de koude oorlog speelden hier in mee. Als gevolg van hun moordpartijen maakten de Belgische militaire operaties, de Ommegang en Dragon Rouge, een einde aan de Simba-opstand.

## Geschiedenis
In 1960 werd Belgisch-Congo onafhankelijk. Het centrale bestuur onder Kasavubu en Lumumba slaagde er niet in zijn gezag overal te doen gelden. Allerlei groepen en stammen herkenden zich niet in het landsbestuur en de moord op Lumumba in 1961 wakkerde de onrust aan. Het ongedisciplineerde ANC (Armée Nationale Congolaise) ging zich te buiten aan moordpartijen, verkrachtingen en plunderingen, wat her en der opstanden uitlokte. De opstand van de zogeheten Simba’s in Oost-Kongo in de zomer van 1964 bleek onverwacht heel succesvol.
De Simba’s rekruteerden voornamelijk bij animistische stammen uit Kivu en Orientale. ‘Simba’s’ geloofden dat ze onkwetsbaar waren voor kogels, dat ze in leeuwen zouden veranderen in de strijd, want zo hadden de sjamanen Mama Maria Onema en Mama Fumu hun verzekerd. De Simba’s werden geleid door Christophe Gbenye en Gaston Soumialot, leden van de marxistische Mouvement National Congolais (MNL), die werd gesteund door de Sovjet-Unie en Cuba. Ontevreden jongeren, jeugdbendes die zich als de ‘jeunesse’ hadden verenigd, sloten zich gewillig aan bij de Simba’s en vormden een aparte kern. Als belangrijkste militaire leider van de Simba’s wierp Nicholas Olenga zich op, een Lumumba-vertrouweling die in 1963 nog een mislukte staatsgreep had gepleegd.

### Operaties Rode en Zwarte Draak

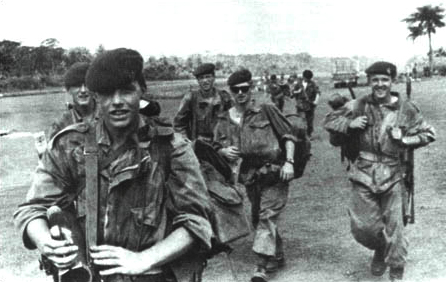
Belgische parachutisten in actie tijdens Operatie Dragon Rouge in 1964

De Congolese regering werd in 1964 voorgezeten door Moïse Tshombe, oud-leider van de afgescheiden provincie Katanga, maar was zwak. Het ANC onder leiding van Mobutu en berucht om zijn wreedheden, riep vooral weerstand op bij de bevolking. Tijdens de opmars van de Simba’s vluchtte het ANC meer dan dat het verzet bood. In korte tijd slaagden de Simba’s erin heel oostelijk Congo te veroveren met als koninginnestuk de inname van Stanleystad op 5 augustus. In deze bloeiende handelsstad woonden zowat 1600 buitenlanders, waaronder ruim 500 Belgen. De Simba’s vermoordden duizenden mensen, Congolezen vooral en gijzelden honderden westerlingen. België stuurde kolonel Frédéric Vandewalle uit. Die begon een veldtocht tegen de Simba’s, de Ommegang genoemd, aan het hoofd van enkele duizenden Katangese gendarmes en 254 blanke huurlingen. Vandewalle veroverde Kindu maar stelde vast dat de Simba’s niet aarzelden om gijzelaars te doden als ze militair werden bedreigd. Omdat Belgen in Stanleystad direct gevaar liepen werd een bliksemactie voorbereid om hen te bevrijden. De geheime operatie werd ’Dragon Rouge’ genoemd en stond onder leiding van kolonel Charles Laurent. Belgische para’s sprongen op 24 november boven de luchthaven van Stanleystad en slaagden erin de meeste gijzelaars tijdig te bevrijden. In samenwerking met Dragon Rouge maakte Vandewalle een eind aan de Simba-opstand. Toen alles weer veilig was, deed het ANC zijn intrede in Stanleystad. De Congolese veiligheidschef Victor Nendaka organiseerde een zeer verregaande repressie onder de burgerbevolking. Personen die ervan werden verdacht met de Simba's te sympathiseren, werden doodgemarteld.
De strijd tegen de Simba’s, die Punia nog veroverden, zou voortduren tot mei 29 maart 1965. Na de ontzetting van Watsa, waar de lijken van 38 vermoorde westerlingen werden gevonden. Het zou nog tot augustus 1965 duren alvorens de gevechten in het land stopten. Zo volgde op zondag 30 mei 1965 nog een moordpartij in Buta, waar eenendertig missionarissen werden vermoord. In november greep Mobutu de macht en begon een periode van relatieve stabiliteit.